# Диас Лисеага, Алехандро
Алеха́ндро Ди́ас Лисеа́га (исп. Alejandro Díaz Liceága; род. 27 января 1996, Мехико, Мексика) — мексиканский футболист, нападающий клуба «Ванкувер».

## Клубная карьера
Диас — воспитанник клуба «Америка» из своего родного города. 23 ноября 2014 года в матче против «Атласа» он дебютировал в мексиканской Примере, заменив в конце второго тайма Освальдо Мартинеса. В этом же поединке он забил свой первый и единственный гол в матче. 7 августа в матче Лиги чемпионов КОНКАКАФ против гондурасского «Реал Эспанья» Алехандро забил один из мячей. Летом 2016 года для получения игровой практики Диас перешёл в «Некаксу» на правах аренды. 17 июля в матче против «Крус Асуль» он дебютировал за новую команду.
6 февраля 2020 года Диас подписал контракт с клубом Канадской премьер-лиги «Пасифик». Дебютировал за «Пасифик» он 15 августа в матче против «Галифакс Уондерерс». 25 августа в матче против «Валора» он забил свой первый гол в КПЛ. 13 ноября Диас перезаключил контракт с «Пасификом» на сезон 2021. 21 июля 2021 года в матче против «Атлетико Оттава» он оформил хет-трик. Всего в сезоне 2021 Диас забил 10 голов и помог «Пасифику» впервые стать чемпионом КПЛ. 31 января 2022 года Диас перезаключил контракт с «Пасификом» на сезон 2022. По итогам сезона 2022 Диас выиграл «Золотую бутсу» Канадской премьер-лиги, забив 13 голов в 18 матчах.
10 августа 2022 года Диас перешёл в клуб Первого дивизиона Норвегии «Согндал» за нераскрытую сумму, названную рекордной для «Пасифика» и второй по величине в истории Канадской премьер-лиги. Свой дебют за «Согндал», 14 августа в матче против «Мьёндалена», он отметил голом и голевой передачей.
11 июля 2023 года Диас вернулся в Канадскую премьер-лигу, отправившись в однолетнюю аренду в клуб «Ванкувер». Он забил гол в своём дебютном матче за «Ванкувер», 16 июля в ворота «Атлетико Оттава».

## Международная карьера
В 2013 году в составе юношеской сборной Мексики Диас стал победителем юношеского чемпионата КОНКАКАФ в Панаме. На турнире он сыграл в матчах против команд Гватемалы, Кубы, Панамы и дважды Гондураса. В поединке против кубинцев Алехандро забил гол.
В том же году Диас помог сборной завоевать серебряные медали на юношеском чемпионате мира в ОАЭ. На турнире он сыграл в матчах против команд Италии, Бразилии, Ирака, Швеции, Аргентины и дважды Нигерии. В поединках против иракцев и итальянцев забил по голу.
В 2015 году Диас был включён в заявку молодёжной сборной Мексики на участие в молодёжном чемпионате КОНКАКАФ на Ямайке. На турнире он сыграл в матчах против молодёжных команд Кубы, Канады, Гондураса, Сальвадора и Панамы. В поединках против кубинцев, гондурасцев и сальвадорцев Алехандро забил четыре мяча. По итогам соревнований он стал их победителем и попал в символическую сборную.

## Достижения
Командные
 «Америка» (Мехико)
- Чемпионат Мексики — Апертура 2014
- Победитель Лиги чемпионов КОНКАКАФ — 2014/2015

 «Пасифик»
- Канадская премьер-лига — 2021

 Мексика (до 17)
- Юношеский чемпионат КОНКАКАФ — 2013
- Юношеский чемпионат мира — 2013

 Мексика (до 20)
- Чемпионат КОНКАКАФ среди молодёжных команд — 2015

Личные
- Член символической сборной чемпионата КОНКАКАФ среди молодёжных команд — 2015
- Лучший бомбардир Канадской премьер-лиги — 2022 (13 мячей)